# Hollar (budova)
Budova Hollar se nachází mezi Smetanovým nábřežím (č.o. 6) a ulicí Divadelní (č.o. 7) v Praze na Starém Městě, č.p. 995.

## Dějiny
V 16. století v místě dnešního paláce stával obecní dvůr s vápenkou a cihelnou. Budova je chráněna jako kulturní památka České republiky.
Současná budova byla postavena v roce 1846 podle projektu Josefa Kaury, autorem ideového návrhu je pravděpodobně Bernard Grueber.
Dříve zde působila Fakulta žurnalistiky, po roce 1990 se stal Hollar sídlem nově založené Fakulty sociálních věd Univerzity Karlovy. V současnosti zde sídlí orgány fakulty a obory patřící pod Institut komunikačních studií a žurnalistiky. Dále zde sídlí galerie Hollar, která byla navrácena po roce 1989 do správy spolku Hollar.
Budova byla poškozena výbuchem plynu 29. dubna 2013.